# Samy Bourard
Samy Bourard (Liège, 1996. március 29. –) belga utánpótlás-válogatott labdarúgó, a Hapoel Hadera középpályása.

## Pályafutása

### Klubcsapatokban
Bourard a belga Anderlecht akadémiáján nevelkedett, a klub U19-es csapatával három különböző idényben is szerepelt az UEFA Ifjúsági Ligában, melyek közül kétszer a sorozat elődöntőjéig is eljutott. A belga élvonalban a Sint-Truidense színeiben mutatkozott be 2017 novemberében egy KAS Eupen elleni mérkőzésen. 2018 és 2020 között a holland másodosztályú FC Eindhoven csapatában ötvenkilenc bajnoki mérkőzésen lépett pályára. 2020-ban szerződtette őt az Eredivisieben szereplő ADO Den Haag, melyben első találatát 2020 novemberében szerezte egy Twente elleni élvonalbeli mérkőzésen. 2021 februárjában igazolta le a magyar első osztályú MOL Fehérvár. Hat tétmérkőzésen mindössze 39 percet játszott a székesfehérvári csapaban, amely szerződést bontott vele, így Bourard 2021 szeptemberében visszatért az ADO Den Haaghoz.

### A válogatottban
Többszörös belga utánpótlás-válogatott.